# Анталья (миноносец)
«Анталья» — турецкий миноносец. Построен в Италии фирмой «Ансальдо». Один из девяти турецких миноносцев типа «Акхисар», построенных в 1904—1906 годах. Другими кораблями серии были «Токат», «Анкара» «Альпагот» «Урфа» «Драч» «Кютахья» «Мосул» и «Акхисар». Во время Итало-турецкой войны 1911 года был затоплен экипажем, дабы избежать пленения итальянцами. Был поднят и вновь введён в строй. С началом Балканских войн в 1912 году базировался в Превезе. Вновь затоплен экипажем незадолго до взятия Превезы греческими войсками. Впоследствии поднят греками и введён в состав флота под названием «Никополис». Списан на слом в 1919 году.

## В составе ВМС Греции
В начале войны наступление основных сил греческой армии было развёрнуто в Македонии. В это же время греческий флот запер турецкий флот в проливе Дарданеллы.
Греческой армии в Эпире, состоявшей по сути из одной дивизии и уступавшей туркам в числах 1:4, была поставлена задача сдерживания. Кроме Эпирской «армии» Греция также располагала в Ионическом море флотом, состоявшим из всевозможных парусно-паровых вооружённых плавательных средств почтенного возраста. Были также 3 малые канонерские лодки, построенные в 1880 году с расчётом на операции в бывшем тогда под османским контролем Амбракийском заливе (водоизмещение 52 тонны, скорость 12 узлов, осадка 1,5 м).
В ночь с 4 (17) октября на 5 (18) октября канонерки «α» и «β»,под командованием капитанов Н. Матикаса и К. Бубулиса, рискуя быть немедленно расстрелянными артиллерией крепости Превеза, прошли под носом у турок через узкий (всего полмили) Амбракийский залив. С этого момента залив оказался под греческим контролем, канонерки начали оказывать существенную помощь армии. «Анталья» не решился предпринять действия против двух канонерок.
5 (18) октября 1912 года греческая армия, имея численное превосходство против турецких сил 4:1, начала поход в Македонию. Всё внимание было приковано к македонскому фронту, когда из Эпира стали приходить странные новости — эпирская «армия» начала наступление против противника, имевшего четырёхкратное превосходство.
12 (25) октября была освобождена Филиппиада, 21 октября (3 ноября) был освобождён город Превеза. При этом «Анталья», укрывшийся от двух греческих канонерок под защиту береговых батарей в Никополь в 6 км от Превезы, был потоплен экипажем.
Это не помешало греческому флоту поднять миноносец и ввести его в свой состав под именем «Никополис». Миноносец служил в составе греческого флота до 1919 года. В 1919 году был продан на лом.